# ریموند ابوت
ریموند ابوت (انگلیسی: Raymond Abbott؛ زادهٔ ۲۱ آوریل ۱۹۴۲) یک رمان‌نویس اهل ایالات متحده آمریکا است.